# Thank You (Led Zeppelin)
Thank You è una canzone dei Led Zeppelin, registrata nel 1969 nei Morgan Studios a Londra, inserita come quarta traccia di Led Zeppelin II. Il brano porta la firma di Jimmy Page e Robert Plant.
È un brano che rispecchia molte caratteristiche dei brani soft rock, in netto contrasto con la tendenza hard rock ed heavy metal che domina gli altri brani di questo album (considerato dai critici il primo vero esempio di questi generi, insieme agli album dei Black Sabbath), e del gruppo in generale.

## Stile e struttura del brano
Lo stile di questo brano, come già detto, è in netto contrasto con la generale tendenza hard rock che caratterizza tale album: Thank You infatti non è caratterizzata da riff di chitarra elettrica, graffianti assoli strumentali o da riferimenti piuttosto espliciti al sesso (come ad esempio in Whole Lotta Love, The Lemon Song e Heartbreaker). Esso è invece un dolce brano che inizia con un riff di chitarra acustica di Jimmy Page che introduce le tastiere di John Paul Jones e la batteria di John Bonham. Dopo una breve pausa inizia il cantato di Robert Plant accompagnato dalle sole tastiere. Si riaggiungono poi la chitarra acustica e la batteria, ripetendo poi questo schema musicale appena spiegato per altre due volte. In alcuni frangenti il coro degli altri membri del gruppo si unisce alla voce di Robert Plant.
Al minuto 3:25 viene cantato l'ultimo verso, che viene immediatamente seguito da un assolo delle tastiere di Jones, le cui note sfumano fino a diventare impercettibili al minuto 4:17. Queste tornano poi udibili a partire dal minuto 4:37 fino alla chiusura del brano.

## Testo
Il testo è una poesia amorosa, che Robert Plant dedicò alla moglie, in qualità di dichiarazione d'amore verso di lei. Un testo simile, di un brano dei Led Zeppelin, si ripresenta in The Rain Song, seconda traccia dell'album Houses of the Holy.